# Tuffi ai campionati mondiali di nuoto 2024 - Trampolino 1 metro femminile
La competizione dei tuffi dal trampolino 1 metro femminile dei campionati mondiali di nuoto 2024 si è svolta il 2 febbraio 2024 presso il Centro Acquatico Hamad di Doha, in Qatar.
La gara, a cui hanno preso parte 47 tuffatrici provenienti da 32 nazioni, si è svolta in due turni, in ognuno dei quali l'atleta ha eseguito una serie di cinque tuffi.
La competizione è stata vinta dall'australiana Alysha Koloi, che ha preceduto sul podio la britannica Grace Reid e l'egiziana Maha Amer.

## Programma
| Data            | Ora   | Turno       |
| --------------- | ----- | ----------- |
| 2 febbraio 2023 | 10:02 | Preliminari |
| 2 febbraio 2023 | 19:02 | Finale      |

## Risultati
| Pos.    | Atleta                      | Nazionalità     | Preliminari | Preliminari | Finale          | Finale          |
| Pos.    | Atleta                      | Nazionalità     | Punti       | Pos.        | Punti           | Pos.            |
| ------- | --------------------------- | --------------- | ----------- | ----------- | --------------- | --------------- |
| Oro     | Alysha Koloi                | Australia       | 240.00      | 6           | 260.50          | 1               |
| Argento | Grace Reid                  | Gran Bretagna   | 242.55      | 3           | 257.25          | 2               |
| Bronzo  | Maha Amer                   | Egitto          | 257.95      | 1           | 257.15          | 3               |
| 4       | Jette Müller                | Germania        | 236.95      | 8           | 253.70          | 4               |
| 5       | Arantxa Chávez              | Messico         | 232.80      | 10          | 249.70          | 5               |
| 6       | Hailey Hernandez            | Stati Uniti     | 232.05      | 11          | 249.60          | 6               |
| 7       | Alison Gibson               | Stati Uniti     | 240.45      | 5           | 249.35          | 7               |
| 8       | Kim Su-ji                   | Corea del Sud   | 243.85      | 2           | 248.60          | 8               |
| 9       | Michelle Heimberg           | Svizzera        | 230.95      | 12          | 248.50          | 9               |
| 10      | Emilia Nilsson Garip        | Svezia          | 242.15      | 4           | 247.45          | 10              |
| 11      | Elena Bertocchi             | Italia          | 239.95      | 7           | 236.55          | 11              |
| 12      | Elna Widerström             | Svezia          | 233.35      | 9           | 235.50          | 12              |
| 13      | Paola Pineda                | Messico         | 230.85      | 13          | Non qualificate | Non qualificate |
| 14      | Naïs Gillet                 | Francia         | 229.40      | 14          | Non qualificate | Non qualificate |
| 15      | Mia Vallée                  | Canada          | 229.35      | 15          | Non qualificate | Non qualificate |
| 16      | Lauren Hallaselkä           | Finlandia       | 229.30      | 16          | Non qualificate | Non qualificate |
| 17      | Anna Santos                 | Brasile         | 228.65      | 17          | Non qualificate | Non qualificate |
| 18      | Prisis Ruiz                 | Cuba            | 227.80      | 18          | Non qualificate | Non qualificate |
| 19      | Kaja Skrzek                 | Polonia         | 225.55      | 19          | Non qualificate | Non qualificate |
| 20      | Lauren Burch                | Porto Rico      | 215.25      | 20          | Non qualificate | Non qualificate |
| 21      | Aleksandra Błażowska        | Polonia         | 214.60      | 21          | Non qualificate | Non qualificate |
| 22      | Luana Lira                  | Brasile         | 213.55      | 22          | Non qualificate | Non qualificate |
| 23      | Kim Na-hyun                 | Corea del Sud   | 212.05      | 23          | Non qualificate | Non qualificate |
| 24      | Elizabeth Pérez             | Venezuela       | 208.55      | 24          | Non qualificate | Non qualificate |
| 25      | Madeline Coquoz             | Svizzera        | 207.35      | 25          | Non qualificate | Non qualificate |
| 26      | Kimberly Bong               | Malaysia        | 205.80      | 26          | Non qualificate | Non qualificate |
| 27      | Elizabeth Roussel           | Nuova Zelanda   | 205.10      | 27          | Non qualificate | Non qualificate |
| 28      | Saskia Oettinghaus          | Germania        | 203.90      | 28          | Non qualificate | Non qualificate |
| 29      | Bailey Heydra               | Sudafrica       | 201.35      | 29          | Non qualificate | Non qualificate |
| 30      | Caroline Kupka              | Norvegia        | 199.30      | 30          | Non qualificate | Non qualificate |
| 31      | Ong Ker Ying                | Malaysia        | 198.00      | 31          | Non qualificate | Non qualificate |
| 32      | Brittany O'Brien            | Australia       | 194.10      | 32          | Non qualificate | Non qualificate |
| 33      | Chiara Pellacani            | Italia          | 193.05      | 33          | Non qualificate | Non qualificate |
| 34      | Victoria Garza              | Rep. Dominicana | 183.15      | 34          | Non qualificate | Non qualificate |
| 35      | Zalika Methula              | Sudafrica       | 181.05      | 35          | Non qualificate | Non qualificate |
| 36      | Tereza Jelínková            | Rep. Ceca       | 180.00      | 36          | Non qualificate | Non qualificate |
| 37      | Estilla Mosena              | Ungheria        | 178.95      | 37          | Non qualificate | Non qualificate |
| 38      | Sude Köprülü                | Turchia         | 167.30      | 38          | Non qualificate | Non qualificate |
| 39      | Laura Valore                | Danimarca       | 165.25      | 39          | Non qualificate | Non qualificate |
| 40      | Patrícia Kun                | Ungheria        | 156.40      | 40          | Non qualificate | Non qualificate |
| 41      | Ashlee Tan                  | Singapore       | 155.05      | 41          | Non qualificate | Non qualificate |
| 42      | Ivana Medková               | Rep. Ceca       | 148.55      | 42          | Non qualificate | Non qualificate |
| 43      | Tekle Sharia                | Georgia         | 148.30      | 43          | Non qualificate | Non qualificate |
| 44      | Chan Tsz Ming               | Hong Kong       | 141.95      | 44          | Non qualificate | Non qualificate |
| 45      | Gladies Lariesa Garina Haga | Indonesia       | 135.65      | 45          | Non qualificate | Non qualificate |
| 46      | Mariam Shanidze             | Georgia         | 127.80      | 46          | Non qualificate | Non qualificate |
| 47      | Palak Sharma                | India           | 117.65      | 47          | Non qualificate | Non qualificate |